# Фрейліна

«Фрейліни» або «Родина Філіпа IV»
Дієго Веласкес, 1656, Музей Прадо, Мадрид

Фре́йліна (від застар. нім. Fräulein — неодружена жінка, дівчина, дівиця) — молодше придворне жіноче звання в Європі і Росії. Давалося представницям знатних шляхетських прізвищ. Фрейліни складали свиту королев, принцес та інфант (в Росії — імператриць і великих княгинь).
Згідно з російським Табелем про ранги, це звання за старшинством йшло після звання статс-дама і камер-фрейліна. В Росії його почали надавати з 1744 року.

## Присвоєння і права
Звання «фрейліна» надавалося неодруженим жінкам.
Однією з основних переваг фрейлін була можливість вступити в шлюб, оскільки при дворі можна було знайти найбільш вигідного, знатного і багатого нареченого. Фрейліни при цьому отримували посаг від двору.

### Російська імперія
В Росії фрейліна отримувала «шифр» — прикрашений діамантами вензель царственої особи, у свиту якої вона входила. Якщо жінка вступала в шлюб, це звання з неї знімалося, але вона зберігала право бути представленою імператриці і отримувати запрошення на придворні церемонії і бали у Великому залі Зимового палацу разом з чоловіком, незважаючи на звання останнього.
Приблизно третина фрейлін належала до титулованих родин, а близько половини — були доньками осіб, що мали придворні чини і звання. Навіть в середині XIX століття відомі випадки, коли звання фрейліни дарували малолітнім дівчаткам.
Придворний штат 1796 року включав такі жіночі звання: обер-гофмейстерина, гофмейстерина, 12 статс-дам і 12 фрейлін. Пізніше звання фрейліни надавалося особливо часто. У 1881 році з 203 дам, що мали придворні звання, 189 були фрейлінами; у 1914 році, відповідно, — 280 і 261.
У 1826 році Микола I встановив комплект фрейлін — 36 осіб. Частина «комплектних» фрейлін призначалася служити імператрицям, великим княгиням і великим княжнам. Більшість з них постійно перебували при дворі (часто і мешкали там). Фрейліни імператриць вважалися старшими за фрейлін, що служили великим княгиням, а ті, своєю чергою, були старші за фрейлін великих княжон.
Фрейліни «високого Двору» не несли постійних обов'язків. Багато хто з них довго знаходилися у відпустці (інколи проживаючи поза столицею) і з'являвся при дворі лише зрідка.
При дворі фрейліна мала можливість вдало вступити в шлюб, або, як тоді казали, скласти «блискучу партію». Кожна з 36 «комплектних» фрейлін при цьому отримувала посаг від двору. В деяких випадках і саме весілля святкувалося в палаці: так, фрейліна Цесарівни і ад'ютант Цесаревича в 1880 році святкували весілля в Аничковому палаці. Лише небагатьом з них після одруження давали вище звання; решта — відраховувалася від двору. Але навіть у відставці фрейліни зберігали право бути представленими імператриці і запрошувалися на великі бали у Великому (Миколаївському) залі Зимового палацу разом з чоловіком, «незалежно від чину останнього».
Декілька фрейлін (2-5) мали вищий ранг — камер-фрейлін. Як і статс-дами, камер-фрейліни жодних певних обов'язків при дворі не несли; вони навіть не були зобов'язані брати участь в придворних церемоніях.
Гофмейстерини, статс-дами і камер-фрейліни мали загальний титул — ваше високопревосходительство.